# Ricardo Teixeira
Ricardo Terra Teixeira (Carlos Chagas (Minas Gerais), 20 de juny de 1947) és un exdirigent esportiu brasiler, que va ser president de la Confederació Brasilera de Futbol (CBF) entre 1989 i 2012.
El mandat de Teixeira al capdavant de la CBF va durar vint-i-tres anys i va ser un dels més reeixits per a la selecció de futbol de Brasil, ja que es van guanyar dues Copes Mundials (1994 i 2002), tres Copes Confederacions (1997, 2005 i 2009) i cinc Copes Amèrica (1989, 1997, 1999, 2004 i 2007). No obstant això també ha estat marcat per la polèmica, sota acusacions de nepotisme, corrupció i clientelisme.
En 2012 va dimitir per les diferents investigacions que l'afectaven, entre elles haver acceptat en els anys 1990 més de deu milions d'euros en suborns de l'empresa International Sport and Leisure (ISL).

## Biografia
Nascut en una família acomodada, en complir la majoria d'edat es va traslladar a Rio de Janeiro per cursar la llicenciatura de Dret. Allí va conèixer a Lúcia Havelange, filla del dirigent João Havelange, amb la qual va contraure matrimoni el 1974 i va tenir tres fills fins al seu divorci el 1997. La seva relació familiar amb João, líder de la CBF ntre 1958 i 1975 i després president de la FIFA, va ser decisiva per fer-se un lloc en el futbol nacional.
Al marge, va exercir una carrera professional al món de les finances. A Rio controla negocis com un concessionari Hyundai, restaurants i clubs nocturns. Posseeix una hisenda a Piraí, a 70 km de la capital carioca. Des de 2003 està casat amb l'administradora Ana Carolina Wigand i té cinc fills.

### Gestió en la Confederació Brasilera

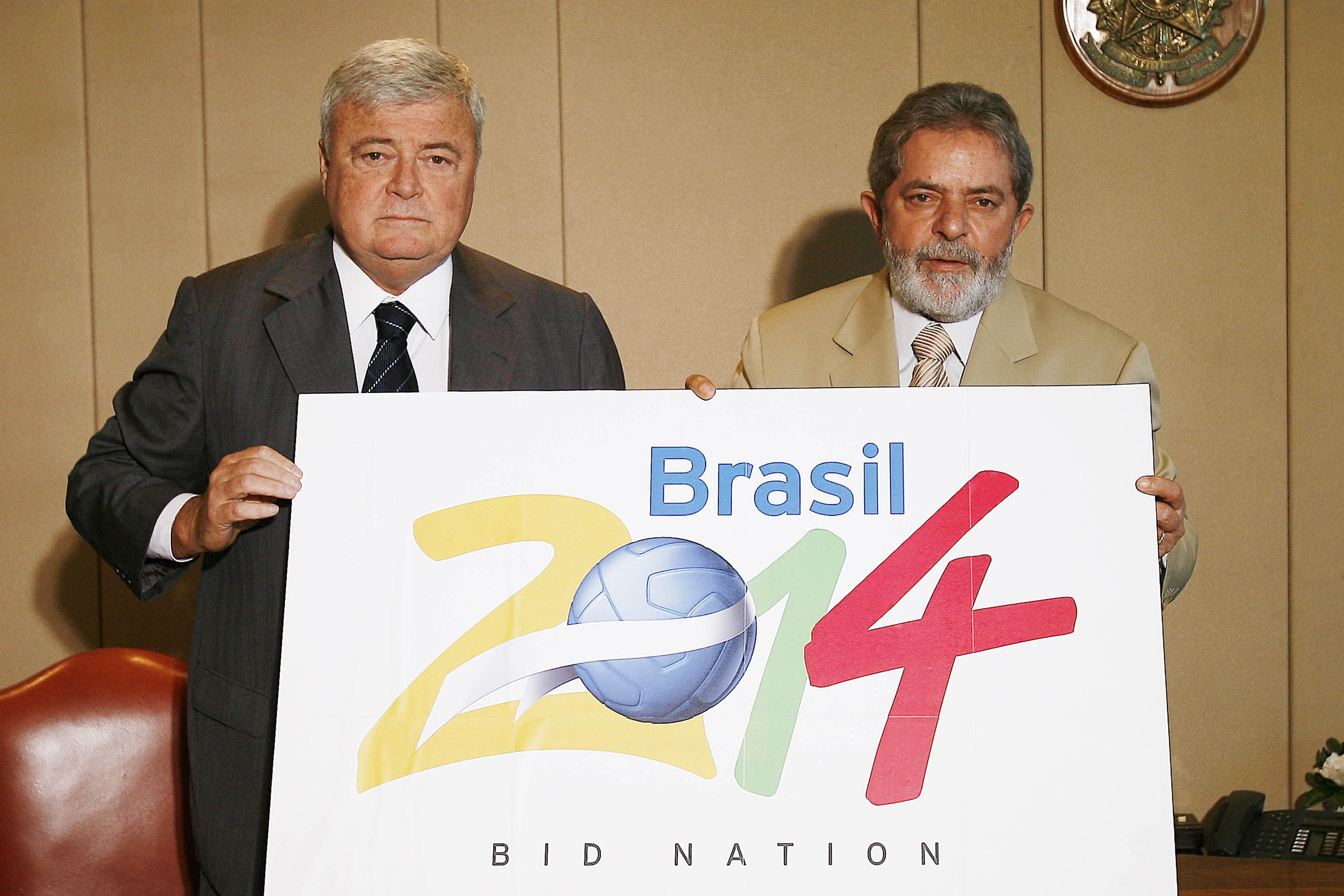
El president de Brasil, Lula da Silva, va rebre a Teixeira el 2007 per donar suport a la candidatura del país al Mundial 2014.

Es va convertir en el president de la CBF el 16 de gener de 1989, en succeir Octávio Pinto Guimarãés. Contra tot pronòstic va derrotar en les eleccions a Nabi Abi Chedid, vicepresident de l'organisme i representant de la Federació Paulista de Futbol. Atès que el vot de totes les federacions estatals val el mateix, es va sospitar que havia subornat a algunes de les més pobres (un total de dos milions de reals) per assegurar-se el seu suport. També s'ha suggerit que aquest nomenament no hauria estat possible sense la seva influent relació amb João Havelange. En arribar al poder va haver d'afrontar la modernització de l'organisme, potenciar els tornejos nacionals i guanyar títols continentals.
La selecció brasilera va millorar el seu rendiment i es va proclamar campiona de la Copa Mundial de Futbol de 1994 als Estats Units. No obstant això, la popularitat de Teixeira ja havia començat a ressentir-se. Quan l'avió va aterrar a l'aeroport de Rio de Janeiro amb el trofeu, el president va aconseguir que l'equipatge de l'avió passés per la duana de Rio de Janeiro sense ser inspeccionat, al·legant que les celebracions al carrer no podien esperar. Dies després es va saber que tant els dirigents com els jugadors havien transportat 17 tones de béns importats, en la seva majoria equipament electrònic, lliures d'impostos.
L'any 2000 es va enfrontar a una Comissió Parlamentària d'Investigació (CPI) per la seva gestió. El Congrés Nacional del Brasil estava investigant la signatura el 1996 d'un contracte esportiu amb Nike, per valor de 160 milions de dòlars en deu anys, amb clàusules que podrien haver perjudicat els objectius de la selecció. Allà es va descobrir que la directiva de la CBF havia augmentat el seu salari i efectuat pagaments injustificats, mentre que la despesa en futbol va decréixer malgrat el compromís per incentivar-ho. L'informe va acusar Teixeira de tretze càrrecs, entre ells malversació, blanqueig de diners i evasió d'impostos. Tots ells van ser posteriorment retirats perquè es va concloure que el contracte era legal.
La polèmica de Nike també ha implicat a altres dirigents esportius. Teixeira mantenia una bona relació amb Sandro Rosell des que aquest va començar a col·laborar com a gerent a Espanya de l'empresa suïssa ISL dedicada al patrocini esportiu i, posteriorment, com a director de màrqueting esportiu de la multinacional nord-americana per a Llatinoamèrica. Quan Rosell es va convertir en president del Futbol Club Barcelona va ser acusat d'haver cobrat comissions, a través de societats, per partits amistosos de la selecció brasilera l'any 2008.
La CBF va aprovar en l'Assemblea General de 2006 que el mandat presidencial passaria de quatre a set anys de durada. Un any després, Teixeira es va assegurar la reelecció en el càrrec i la prefectura en el Comitè Organitzador de la Copa Mundial de Futbol de 2014, atorgada a Brasil l'octubre de 2007. Els problemes organitzatius van empitjorar la seva relació punt amb Joseph Blatter com amb la presidenta brasilera Dilma Rousseff, fins a tal punt que el Ministeri d'Esports el va apartar de les negociacions amb la FIFA.

### Dimissió
La trajectòria de Teixeira va caure en desgràcia el novembre de 2010. La televisió britànica BBC va emetre un reportatge especial FIFA's Dirty Secrets, realitzat pel periodista Andrew Jennings, en el qual es revela que hauria acceptat suborns en la dècada de 1990 d'International Sport and Leisure (ISL), agència de drets televisius lligada a l'organisme. ISL va tancar en 2001 després de generar pèrdues al voltant de 100 milions d'euros. També s'hi va implicar al seu sogre João Havelange, president de FIFA en aquella època, sota sospites d'haver-se apropiat una part del patrimoni.
Les diferents investigacions obertes van motivar que tan l'opinió pública com el Govern exigissin la seva sortida. Al final, Teixeira va dimitir el 12 de març de 2012, oficialment "per raons de salut". Va ser substituït pel vicepresident José Maria Marin.
El juny de 2012, la FIFA va confirmar que tan Teixeira com Havelange havien estat subornats per part d'ISL, al mateix temps que va negar qualsevol implicació de l'organització. En concret, el president de la CBF va rebre entre 1992 i 1997 un total de 12,74 milions de francs suïssos. Al no fer públiques aquestes comissions, se'l va acusar d'apropiació indeguda, infracció del deure i gestió deslleial. Per ser exculpat va haver de pagar 5,9 milions de dòlars a la Fiscalia per reparació de danys.
El gener de 2013, la revista francesa France Football va destapar l'escàndol de corrupció conegut com a Cas Qatargate. Segons els autors del reportatge, Ricardo Teixeira hauria estat un dels deu principals actors en les trames de compra de vots per a la designació de Qatar com a seu de la Copa del Món de Futbol de 2022.
El 3 de desembre de 2015, Teixeira va ser imputat pel Departament de Justícia dels Estats Units a la segona gran relació d'acusats del Cas Fifagate.
Des de 2015, Teixeira no ha abandonat Brasil per esquivar ser extradit a les autoritats nord-americanes i evitar poder ser jutjat pels diversos delictes de corrupció dels quals se l'acusa.
El 29 de novembre de 2019, Ricardo Teixeira va ser inhabilitat a perpetuïtat pel Comitè d'Ètica de la FIFA i multat amb un milió de francs suïssos per haver infringit l'article 27 (suborn) del codi ètic.
El 6 d'abril de 2020, un tercer escrit de la fiscalia estatunidenca va ampliar les acusacions pel cas Fifagate a quatre implicats més. En el mateix escrit es van reformular les acusacions a tretze dels implicats en els escrits anteriors. Un d'aquests tretze era Ricardo Teixeira, al que s'acusava ara de blanqueig de capitals, frau electrònic i conspiració per a delinquir.